# Palm-Express

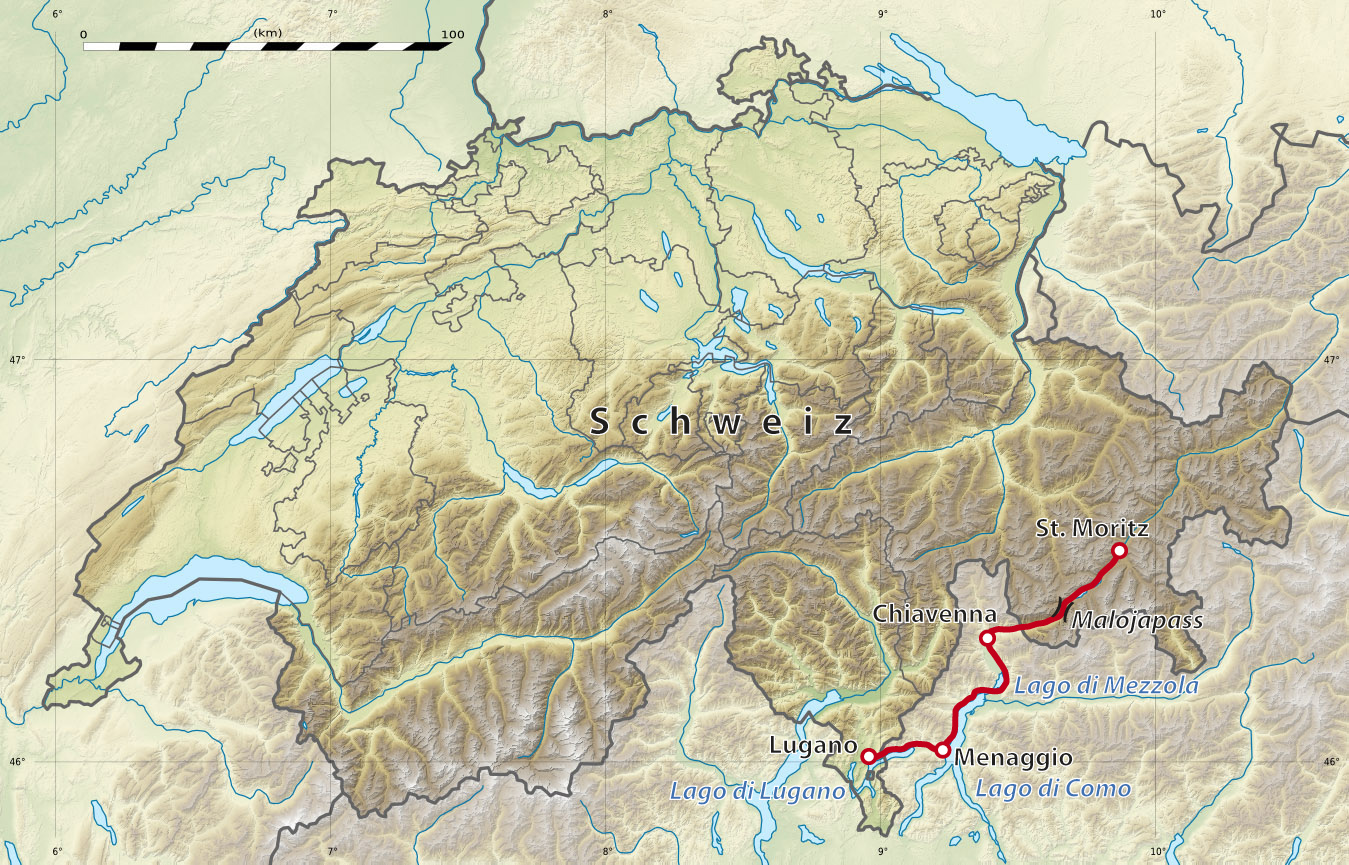
Streckenverlauf des Palm-Express

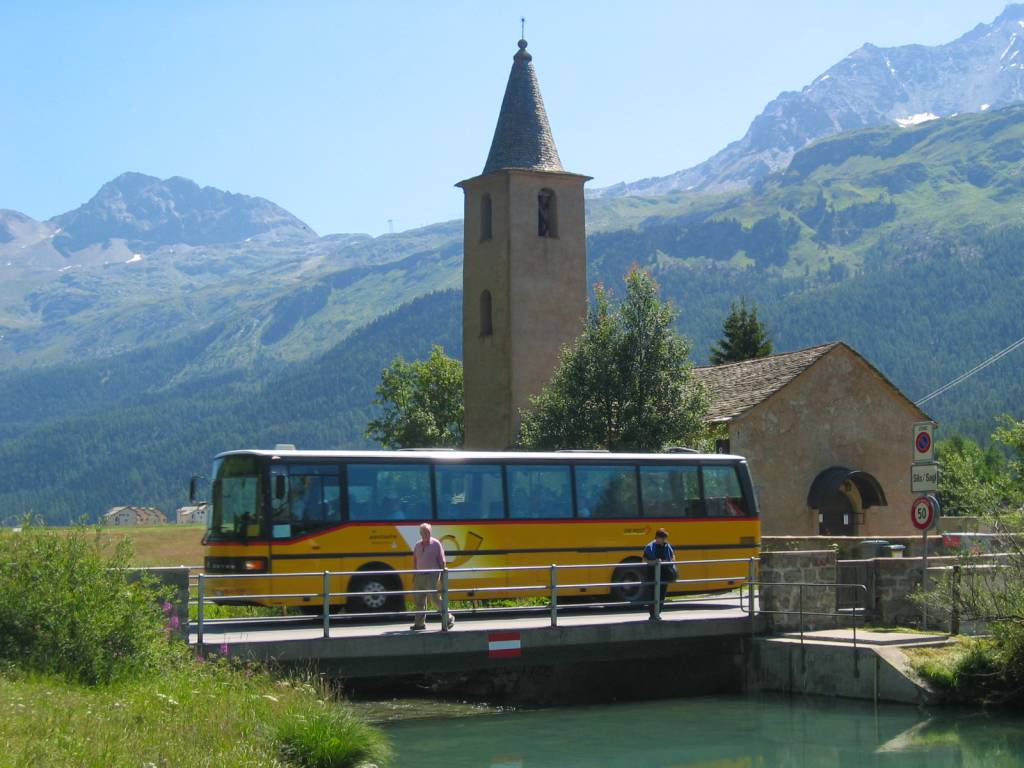
Postauto in Sils Baselgia

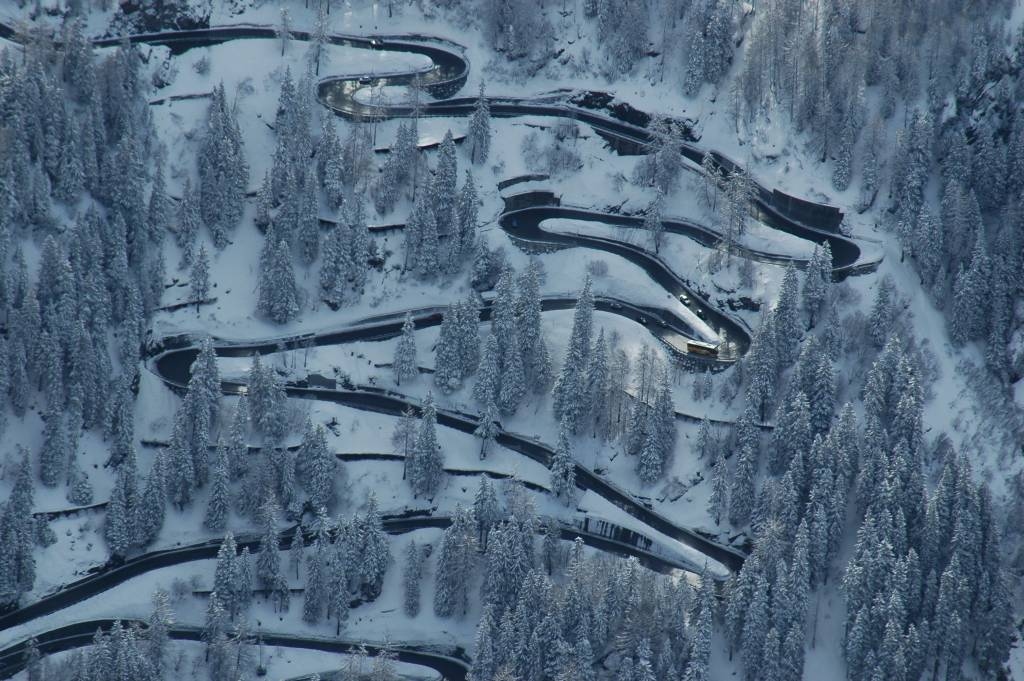
Postauto am Malojapass

Als Palm-Express wird die internationale Busverbindung von St. Moritz (Schweiz) über Menaggio (Italien) nach Lugano (Schweiz) bezeichnet. Der Palm-Express ist einer der fahrplanmässigen touristischen «Route Express Lines» des schweizerischen Busunternehmens PostAuto. Per Dezember 2027 wurde der Betrieb an Engadin Bus vergeben.

## Routenbeschreibung
Die etwa vierstündige Busfahrt beginnt am Bahnhof der Rhätischen Bahn in St. Moritz (1775 m ü. M.) und führt erst talaufwärts über die Engadiner Seenplatte bis zum Malojapass (1815 m ü. M.). Dort windet sich die Strasse in engen Kurven hinunter ins Val Bregaglia (deutsch: Bergell) und über die Landesgrenze bis ins italienische Chiavenna (333 m ü. M.). Nach dem kurzen Kaffeehalt führt die Fahrt zum Lago di Mezzola und weiter dem rechten Ufer des Lago di Como entlang bis nach Menaggio. Dort nimmt das Postauto den Übergang an den Lago di Lugano, wo es bei Gandria wieder die Landesgrenze passiert und kurze Zeit später im schweizerischen Lugano (334 m ü. M.) am Bahnhof der Schweizerischen Bundesbahnen sein Ziel erreicht.

## Fahrplan
Der Fahrplan ist unregelmässig. Der Palm-Express verkehrt täglich in beiden Richtungen jeweils in den Sommer- und Herbstmonaten von Anfang Juni bis Ende Oktober sowie jeweils während der Weihnachts- und Neujahrsfeiertage. Sonst verkehrt er jeweils nur wochenends. Auf der Linie muss wegen des Grenzübertritts ein Reiseausweis oder eine Identitätskarte mitgenommen werden. Das Generalabonnement ist ohne Zuschlag gültig.
Dank mehreren Haltestellen unterwegs besteht die Möglichkeit, auch nur auf Teilstrecken zu fahren.